# Карл Андре
Карл Андре (енгл. Carl Andre; Квинси, 16. септембар 1935 — Њујорк, 24. јануар 2024) био је амерички вајар заговорник  минималистичке уметности (1960 — 1975), уметничког покрета који одбацује коментарисање друштва, лични израз уметника, наративне елементе или алузије на историју, политику или религију.
Андре је познат по апстрактним радовима направљеним од блокова, цигли и металних плоча распоређених директно на поду. Као и други минималисти његове генерације, Андре је конструисао своја дела од индустријских материјала који су скренули пажњу на инхерентну физичку структуру дела и на архитектуру околног простора. Избегавајући метафору и симболизам, Андреово дело функционише као скуп чисто физичких и перцептивних брига.
Остаће познат по једној од његових скулптура, под називом Еквивалент 8., која је изазвала је много контроверзи и бурно реаговање грађана када је била изложена у британској галерији Тејт, због тврдњи грађана да се новац пореских обвезника расипа на излагање гомиле цигала.  Скулптуру су у знак протеста порески обвезници вандализовали 1976. године.

## Живот и каријера
Рођен је у Квинсију (Масачусетс),  1935. године. Након заврштека основног школовања студирао је на   Phillips Academy у Андоверу , Масачусетс, од 1951. до 1953. године Након што је  годину дана служио у војсци,  1957. године преселио се у Њујорк. У Њојорку са повезао се са Френком Стилом  1958. године и радио у Стеловом студију док је градио сопствени стил у цртању и скулптур . Стелове апстрактне слике тог периода имале су важан утицај на Андреов развој естетике.
Бројна искуства—укључујући четири године рада у железници раних 1960-их и путовање на праисторијско археолошко налазиште Стоунхенџ у Енглеској — учврстила су Андреову одлучност да ради са модуларним јединицама.
Своју  скулптуралну праксу резбарењем у дрвету Андре је започео да развија постао више заинтересован за коришћење самих дрвених дасака као структуралних делова.
Године 1965. прешао је са наслаганих комада дрвета на комерцијално префабриковане материјале - блокове и цигле - са намером да демистификује улогу уметникове руке. Затим се заинтересовао за слагање квадратних металних плочица на веће квадрате, по којима је позивао гледаоце да шетају. За посетиоце музеја или галерија, који су били навикли да држе дистанцу од уметничких дела и посматрају скулптуре на постољима, ефекат ходања по уметничком делу била  је посбна врста изазова.
У Њојорку је Андре  упознао и касније оженио уметницу кубанског порекла Ану Мендиету, и са њом живео у брачној вези све до 1985. године када се њихов брак окончао трагедијом супруге Ане која је пала кроз прозор њиховог стана на 34. спрату њујоршког небодера. С обзиром да се Анина смрт догодило убрзо након једне од брачних свађа, Андре је оптужен за убиство. Након вишегодишњег суђења 1988. године ослобођен свих оптужби  и свака могуће кривице. Овај догађај нарушио је његову репутацију и он се повукао из јавног живота. 
И поред судске пресуде која га је ослободила свака могуће кривице, Андре је и даље остао контроверзна личност, а музеји који су излагали његова дела имали су проблеме од стране Мендиетиних присталица.
Након скоро 30 година 2014. године одрђана је његова ретроспективна изложба која је наишла на добар пријем од стране критичара, али је наишла на протесте јавности, која је истицала његову сумњиву прошлост. Слична ситуација десила се и  2017. године на његовој изложби у Museum of Contemporary Art у Лос Анђелесу, када је група његових противника делила разгледнице на којима је писало „Carl Andre is at MOCA Geffen. ¿Dónde está Ana Mendieta?  (у превод са шпанског „Где је Ана Мендиета?“).

## Дело
Најупечатљивија карактеристика Андреовог дела је рушење основне карактеристике скулптуре, вертикалности.  Андреова скулптура престаје да буде аутономна форма, већ ансамбл „форма-скулптура-место”. У стварању његових дела он користи пејзаж који учествује у његовој интервенцији ин ситу и тако простор постаје суштински елемент — сав простор, до небеског свода . Скулптура постаје саставни део места: место у себи и месту које је садржи. Андре доводи у питање класично поштовање које намећу дела, јер нас приморава да ходамо по уметничком делу које не намеће привилеговану тачку гледишта, никакву осовину, никакву хијерархију.
Он скулптури додаје нову димензије коју назива „кластичном“ (за разлику од „пластичне“ уметности), да би описао шта се може „саставити из саставних елемената“ или „раставити на саставне елементе“. Овом речју објашњава се његов уметнички став, који се налази у поређаном у низу и на поду индустријски произведених елемената, који фаворизују хоризонтални распоред скулптуре у којој су сви делови механизма модуларни.
Андре каже да ствара за презентације за просторе. Андреов минималистички рад се манифестује у великој једноставности његове употребе сировина. Он не измишља посебну технику или кнов-хов који традиционално пребацује у прошлост скулптуре. Гест је стога одбијен и пажња гледаоца је усмерена на сам материјал. Тако скулптура одбија да једноставно заузме простор: она га осваја.
Крајем 1959. направио је своју прву серију скулптура Пирамида у студију Холиса Фремптона . Оне су суштински корак у његовом приступу: то су прва конструисана, а не извајана дела, састављена од дрвених елемената чији коначни облик одражава пирамиду и под утицајем је Бранкузијеве Бескрајне колоне и Црних слика Френка Стеле .
Три главна материјала које Андре користи су дрво, посебно кедар, камен и метал. Уметник искључује сваку мешавину материјала, понекад може да користи неколико комбинација метала, али за Андреа сваки материјал има своје квалитете на тактилном, хроматском или звучном нивоу. Дрво је за њега „мајка материјала“. Његов избор материјала је дефинисан његовом околином и ресурсима који су му на располагању. Он тврди да су његови елементи „економски показатељи“.
Он аутоматски користи своје материјале у облику модула стандардизованих димензија које именује, континуирано се заснивајући на периодном систему, „елементима“ или „честицама“. Да би саставио ове честице, Андре користи бројеве да би дао сажете форме својим скулптурама. Његове конфигурације не долазе случајно, математика у његов рад уноси меру, ритам и пропорцију.
Од раних 1970 -их, индустријске металне плоче постављене на под биле су најпознатији аспект Андреовог рада. Уметник тако ствара комаде у којима је равност тла у савршеном складу са равним аспектом материјала. „Хоризонтализацијом“ своје скулптуре, уметник је дефинише као место које је посматрач позван да истражује ходајући по њој (ово је једна од експерименталних тачака гледишта дела).
„Све што радим, каже он, је да поставим Бранкузијеву бескрајну колону на земљу, уместо да је подижем ка небу 2  ”. Андре је говорио да је идеал за њега пут састављен од једноставног супротстављања стандардних јединица индустријских плоча постављених на земљу једну за другом.
Многи његови праволинијски радови на поду воде посетиоце из једне собе у другу на његовим изложбама. Али нека од ових дела, као што је 7 Cu Slant 30 (Диселдорф, 1990), прелазе простор, деле га и траже своја укрштања као да желе да  наставе изложбу. Дакле, више није материјал тај који се изваја, већ простор који је урезан.
Његова естетика је такође изражена материјалом и тежи да споји циљ и средства. Нема романтизма у гесту занатлије упрегнутог у суочавање са материјалом. Његове скулптуре нису резултат вајарског чина утиснутог у материјал да би се он инфлекирао, већ постоји начин откривања материјала кроз естетске квалитете који су му специфични. Ако се материјал користи машински у најнеутралнијем могућем облику, то је зато што уметник поштује појам масе, гравитације, густине, свих карактеристика које гледалац мора моћи да осети природно пред својим делима. 
Коначно, простор који га дочекује остављен је такав какав јесте и врло често одређује реализацију скулптуре са којом се она спаја да би конституисала целокупно дело: Андре је у модерној скулптури замислио дело колико обично толико и драстично; његов рад никада није одступио од првобитних основа, он их је продубио, остајући марљив у радној етици коју је 1970. изразио на следећи начин: „[...] Сматрам да је моја највећа тешкоћа, најболнији и најтежи део мог рада, јесте да испразним свој ум, да га ослободим свега овог терета значења које сам упио, због околне културе, свих ових ствари које изгледају као да имају везе са уметношћу када је, управо, сасвим супротно. То је једини аспект појма „минимална уметност“ који је за мене увек био у првом плану и због којег сам себе увек сматрао минималистичким уметником. Апсолутно је неопходно ослободити се сигурносних мрежа, сигурности, унапред створене идеје, да се уђе у нешто ближе, што изгледа као нека празнина. Да би се затим обновио из ове смањене ситуације. Можда је то још један начин тражења лоше уметности, морате осиромашити сопствени дух […]” .

## Награде
Андре је 2011. године освојио Хафтманову награду, најбогатију уметничку награду у Европи (150.000  швајцарских франака, или 120.000 евра), коју додељује  швајцарска фондација Roswitha Haftmann Foundation, „живом уметнику који је створио дело од врхунског значај".